# Rat Bike

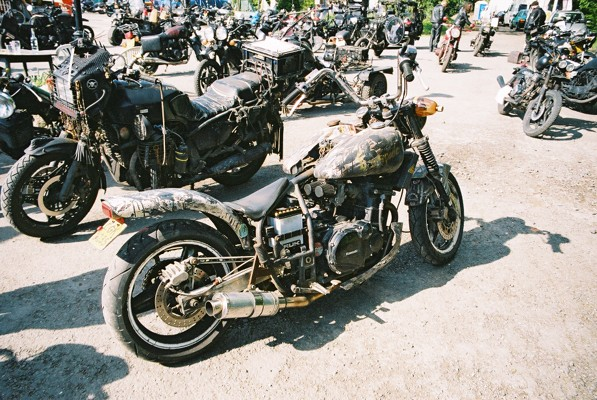
Rat bike al raduno del Regno Unito del 2005

Con il termine Rat bike si identifica quel genere di moto special modificate artigianalmente dal look trasandato e rappezzato.

## Storia
Rat bike (moto ratto) sono una categoria di moto nate in America.
L'origine del termine si attribuisce alle moto utilizzate dai contadini americani.
I braccianti e agricoltori spesso a corto di soldi cercavano di sistemare i propri mezzi rotti con ricambi usati e con riparazioni self made.
L'essenza e lo scopo della rat bike è di mantenere la moto funzionante per la quantità massima di tempo possibile ma con la minor spesa possibile.

## Caratteristiche

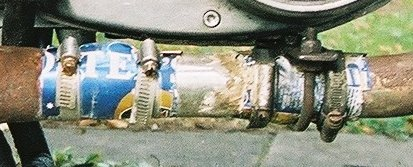
Rat bike engineering: esempio di giunzione di un collettore su Rat Bike senza uso di saldature.

Queste moto sono generalmente caratterizzate da aggiunta o sostituzione di parti meccaniche non appartenenti al modello della moto in questione (venivano spesso riciclati pezzi di altri veicoli per aggiustare i guasti), sono generalmente di colore nero opaco con più o meno parti di metallo grezzo o ruggine.
Altra caratterista distintiva delle rat bikes sono le giunzioni di collettori o altre parti della moto senza saldature, ma con bendaggi, o avvolgimento tramite lattine sigillate tra loro con fascette metalliche.

## Survival bikes
Un sottogenere delle rat bike sono le survival bikes.
Queste si caratterizzano, oltre agli elementi distintivi delle rat bike, per essere ricoperte da cianfrusaglie o enormi carichi.
Questo genere è stato fortemente diffuso dalle pellicole di Mad Max.